# Elías Arribas
Elías Arribas Aragonés (n. el 10 de marzo de 1954 en Soria, España). Ex Diputado por Soria por el PP.
El Sr. Arribas Aragonés fue Concejal de Golmayo (1987-1991); Concejal de Soria (1991-1996); Diputado Provincial (1987-1996). Senador en las Legislaturas VI y VII (1996-2004).

## Actividad Profesional
- Vocal de la Comisión de Trabajo y Asuntos Sociales
- Vocal de la Comisión no perm. de seguimiento y evaluación acuerdos Pacto de Toledo
- Secretario Segundo de la Comisión no perm. sobre seguridad vial y prevención accidentes tráfico